# Scream Bloody Gore
Scream Bloody Gore — дебютний альбом дез-метал гурту Death, який був випущений у 1987 році на лейблі Combat Records. Є першим дез металічним альбомом і вважається еталоном жанру дез метал. Більшість композицій були написані ще у період Mantas. Усі композиції були створені Чаком, а гітару, бас-гітару і вокал він записував сам. Тематика альбому не є високосоціальною, за словами самого Шульдінера - це лише жахастики, не більше.

## Обкладинка
Обкладинку  малював, у майбутньому відомий своїми роботами з іменитими альбомами гуртів, як Megadeth і Toxik, художник Ед Репка. Це була його п'ята робота. 
|  | Тоді мені вперше довелося малювати живих мерців, і це було дуже весело. Музикантам сподобався мій малюнок і вони бажали, щоб обкладинку їх наступного альбому малював також я. |

## Список композицій
1. «Infernal Death» — 02:54
2. «Zombie Ritual» — 04:35
3. «Denial of Life» — 03:38
4. «Sacrificial» — 03:43
5. «Mutilation» — 03:30
6. «Regurgitated Guts» — 03:47
7. «Baptized in Blood» — 04:32
8. «Torn to Pieces» — 03:38
9. «Evil Dead» — 03:02
10. «Scream Bloody Gore» — 04:35

- CD bonus tracks

1. «Beyond the Unholy Grave» — 3:08
2. «Land of No Return» — 3:00

- 1999 remastered version

1. «Open Casket» (Live)
2. «Choke on It» (Live) *

- 2008 remastered digipack version

1. «Denial of Life» (Live)